# Alice Bel Colle
Alice Bel Colle (piemontesisch Àles Bel Còl oder Òls) ist eine Gemeinde in der italienischen Provinz Alessandria (AL) der Region Piemont.

## Lage und Einwohner
Die Gemeinde Alice Bel Colle liegt 27 km südwestlich von der Provinzhauptstadt Alessandria auf einer Höhe von 418 m über dem Meeresspiegel in den Weinbergen des Monferrato. Das Gemeindegebiet umfasst eine Fläche von 12 km² und hat 670 (Stand 31. Dezember 2023) Einwohner. Alice Bel Colle verfügt über einen Bahnhof namens Alice Belcolle, der an der Bahnstrecke Asti–Genua im Weiler Borgo Stazione liegt.
Die Nachbargemeinden sind Acqui Terme, Cassine, Castel Rocchero (AT), Castelletto Molina (AT), Fontanile (AT), Maranzana (AT), Quaranti (AT) und Ricaldone.

### Bevölkerungsentwicklung
Seit der Volkszählung 1911 hat die Gemeinde bis heute 70 % ihrer Wohnbevölkerung verloren.

## Geschichte

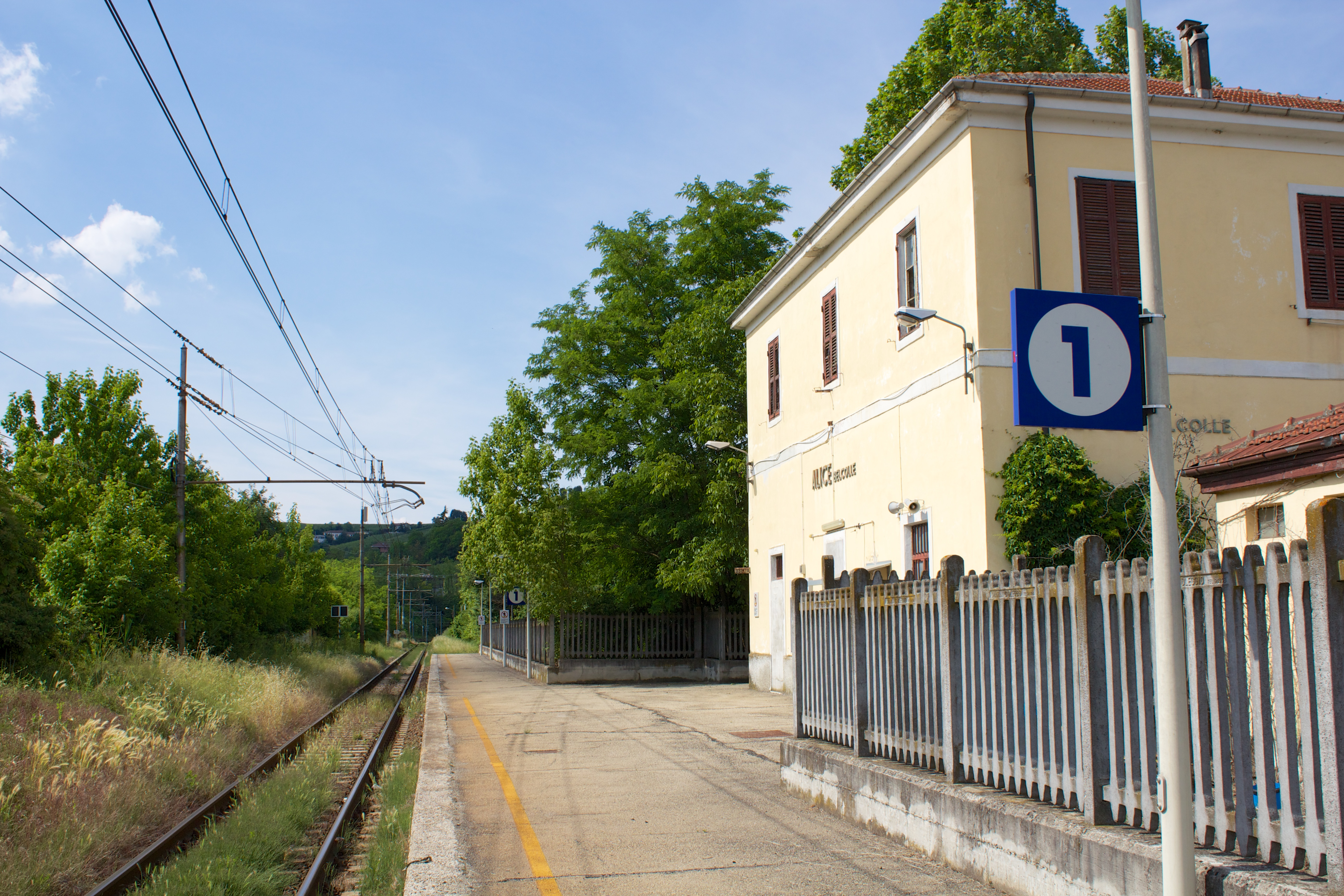
Der Bahnhof Alice Belcolle

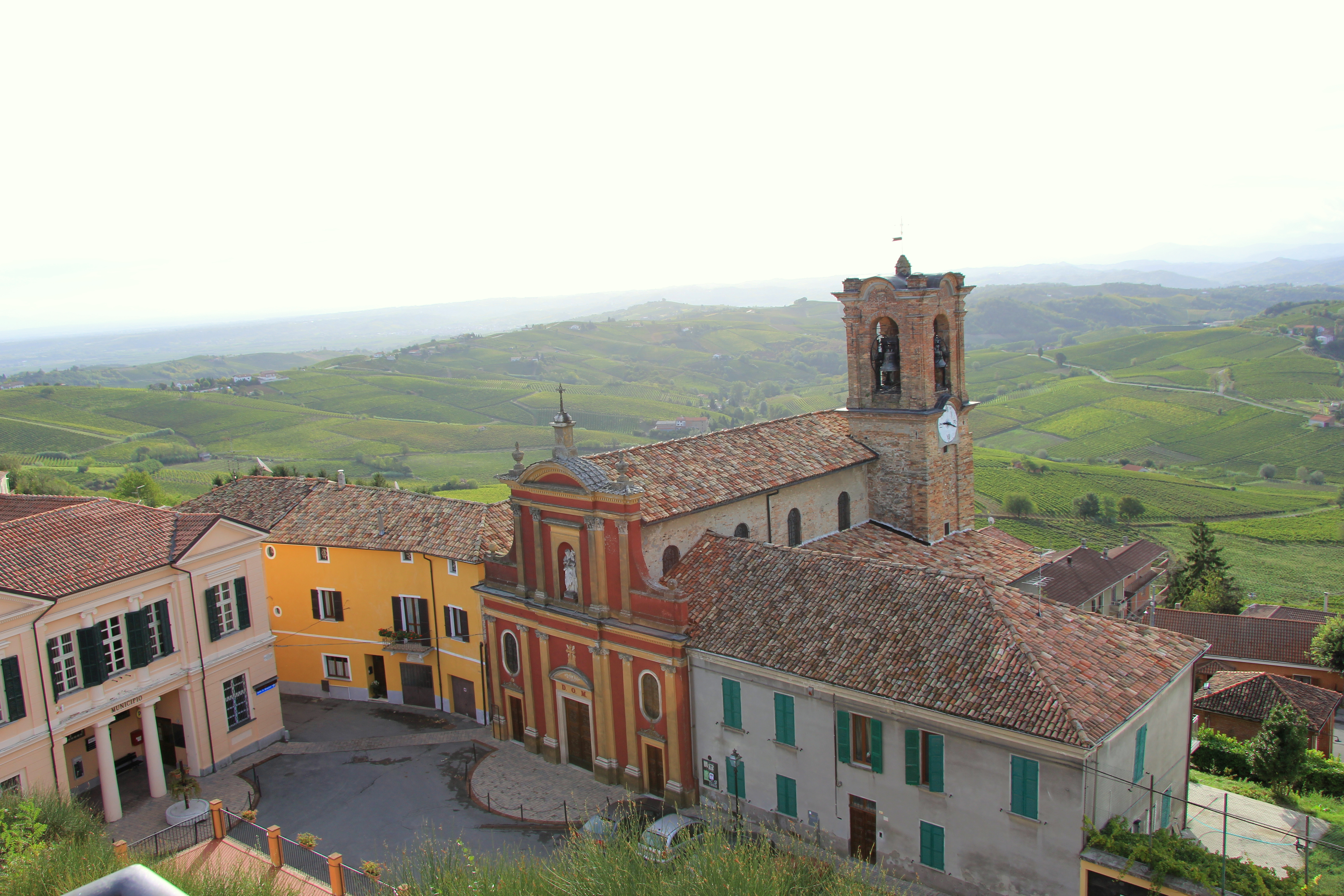
Alice Bel Colle

Der Ortsname bezieht sich auf „Fundo Alix“, „Alice“ und „Alicis“. Der zweite Teil des heutigen Namens, bestehend aus einem Adjektiv und einem Substantiv, spielt auf die glückliche Lage des Ortes an. Seine Ursprünge reichen bis ins Mittelalter zurück, als es als Lehen entstand. Unter der Herrschaft der Grafen von Acquesana bis 1070 gelangte es später in den Besitz der Markgrafen von Occimiano, die die Rechte teils an die Gemeinde Alessandria und teils an die Markgrafen von Monferrato abtraten. Letzteren gelang es 1278, die Herrschaft über das gesamte Lehen zu erlangen, und sie waren bis 1533 dessen Herren. In diesem Jahr, nach dem Tod von Giangiorgio Paleologo, dem letzten Monferrato-Dynastie, übertrug Kaiser Karl V. es willkürlich Federico Gonzaga von Mantua. Im Jahr 1708 wurde es Teil der Herrschaft der Savoyer.
Die Gemeinde ging um 1780 an die Beltrambi, Grafen von Castel Rocchero, über. Von Beltrambi ging es dann an die Erben der Conti Mola di Larissè, die bis 1846 Eigentümer waren. Im Jahr 1860 wurden die Burgmauern auf der gesamten der Kirche zugewandten Seite abgerissen. Die Ziegel wurden für den Bau neuer Werke zurückgewonnen. Auch der feudale Turm der Stadt wurde abgerissen, um den Platz zu vergrößern. 
Im Jahr 1892 waren die Gebrüder Drago die neuen Besitzer, und dies war einer der letzten dokumentierten Besitzerwechsel. In dieser Zeit wurde das Schloss mit malerischen Dekorationen und wertvollen Artefakten bereichert, die zwischen herrschaftlichen Wohnhäusern (Burghäusern) errichtet wurden. Am 17. September 1944 wurde der Weiler „Boidini“ von deutschen Soldaten in Brand gesteckt. Eine Frau und ein Kind kamen bei dem Brand ums Leben. Am 22. November desselben Jahres kam es zu mehreren Durchsuchungen mit Geiselnahmen. Im Frühjahr 1945 wurde Alice zu einem strategischen Punkt für den Zusammenstoß zwischen Partisanen und Republikanern in der Kaserne von Acqui Terme.
Seit 2014 gehört die Gemeinde Alice Bel Colle zur Pufferzone und ist Teil der Welterbeliste (UNESCO), die als „Die Weinbaulandschaften des Piemont Langhe-Roero und Monferrato“ eingetragen ist.

## Sehenswürdigkeiten
- Pfarrkirche San Giovanni Battista mit einem Hauptaltar aus dem 18. Jahrhundert mit sehr schönen Fresken und einer großen Orgel. Es ertönt täglich ein Glockenspiel um 8:00 Uhr morgens und 19:00 abends.
- Auf dem Hügel in der Mitte des Ortes befand sich ehemals ein Castell, heute ein schöner Aussichtspunkt in die Ferne.

## Kulinarische Spezialitäten
In Alice Bel Colle werden Reben für den Dolcetto d’Acqui, einen Rotwein mit DOC Status angebaut. Die Beeren der Rebsorten Spätburgunder und/oder Chardonnay dürfen zum Schaumwein Alta Langa verarbeitet werden. Die Muskateller-Rebe für den Asti Spumante, einen süßen DOCG-Schaumwein mit geringem Alkoholgehalt sowie für den Stillwein Moscato d’Asti werden hier ebenfalls angebaut. Aus der Rebsorte Brachetto wird der liebliche Schaumwein Brachetto d’Acqui hergestellt. In Alice Bel Colle werden auch Reben der Sorte Barbera für den Barbera d’Asti, einen Rotwein mit DOCG Status angebaut.